# Люстиг, Вильгельм Осипович
Вильгельм Осипович Люстиг (1843, Симферополь — 5 (18) апреля 1915, Петроград) — русский юрист, присяжный поверенный и председатель совета присяжных поверенных округа Санкт-Петербургской судебной палаты, общественный деятель. Кандидат прав. Статский советник.
Брат Фердинанда Осиповича Люстига — русского революционера.

## Биография
Родился в семье австрийского колониста Таврической губернии. Окончил Симферопольскую мужскую гимназию. Поступил на юридический факультет Санкт-Петербургского университета. 12 октября 1861 года за участие в студенческой демонстрации заключён в Петропавловскую крепость. 17 октября 1861 года переведён в Кронштадтскую тюрьму. 6 декабря 1861 года освобождён из мест заключения.
С июля 1862 года жил в Нижнем Новгороде под полицейским надзором. В 1865 году выехал в Харьков для сдачи государственных экзаменов экстерном за курс юридического факультета в Харьковском университете.
С 1867 года постоянно проживал в Санкт-Петербурге и состоял под гласным полицейским надзором. Был принят первым по времени в Российской империи помощником присяжного поверенного. Работал помощником у петербургского присяжного поверенного В. П. Гаевского; 19 мая 1871 года был принят в сословие присяжных поверенных округа Санкт-Петербургской судебной палаты.
Умер 5 апреля 1915 года в Петрограде от пневмонии.

## Адвокатская деятельность
Вёл преимущественно гражданские дела. Был адвокатом петербургской швеи Екатерины Прокофьевны Корниловой, дело которой подробно освещалось в «Дневнике писателя» Ф. М. Достоевского. В ноябре 1878 года по поручению Достоевского вёл дело о наследстве Александры Фёдоровны Куманиной, тётки писателя. Известно два письма Люстига к Достоевскому.
Выступил арбитром на суде чести между академиком И. П. Павловым и профессором П. И. Ковалевским в 1913 году. Выступал на политических процессах: процесс 50-ти (1877), процесс 193-х (1877—1878), процесс 21-го (1887), С. В. Балмашёва (1902) и др. В 1896 году ходатайствовал перед Департаментом полиции об освобождении на поруки арестованного В. И. Ленина.
Юрисконсульт Уральско-Волжского акционерного металлургического общества и Первого Российского страхового общества. Благодаря своей гуманности, справедливости, отзывчивости и непоколебимой стойкости убеждений пользовался исключительным уважением и любовью среди клиентов и коллег по адвокатуре.

## Общественная деятельность
В течение 27 лет состоял членом Петербургского Совета присяжных поверенных. В 1881—1883, 1885—1886, 1889—1897 гг. (11 лет — дольше, чем кто-либо) избирался председателем самого авторитетного в России Петербургского Совета присяжных поверенных.
С 1904 года был гласным Санкт-Петербургской городской думы и много работал в качестве председателя её юридической комиссии. С 1905 года член партии октябристов. С 1913 года товарищ председателя комиссии по изданию 4-томной «Истории русской адвокатуры» (издано 3 тома). В начале Первой мировой войны в 1914—1915 годах избран председателем образованной присяжными поверенными комиссии по организации помощи раненым, и по оказанию поддержки членам сословия присяжных поверенных, призванным на войну.

## Интересный факт
В первом деле, которым В. О. Люстигу пришлось заниматься как помощнику присяжного поверенного, он натолкнулся на резкий и решительный отказ одного из судебных следователей предоставить ему для ознакомления материалы дела. Оскорбленный в лучших чувствах, Люстиг написал в ответ письмо, в котором, советуя быть более вежливым с коллегами, прибавил: «Времена чиновников-громовержцев прошли!» Следователь счёл себя оскорблённым и подал на Люстига в суд. Процесс стал первым в Санкт-Петербургском окружном суде в истории нового российского судопроизводства.
14 июня 1866 года состоялся суд (обвинитель прокурор Окружного суда Н. Н. Шрейбер), который встал на сторону следователя-истца. Люстиг подал апелляционную жалобу в Санкт-Петербургскую судебную палату. Решение судебной палаты опубликованное 7 сентября 1866 года в газете «Судебный вестник» было следующим:
«Санкт-Петербургская судебная палата по уголовному департаменту, рассмотрев в апелляционном порядке дело о кандидате юридических наук(?) Люстиге 23 лет, обвинённом в составлении и посылке к судебному следователю Бильбасову письма с оскорбительными выражениями, определила: 1) подсудимого Вильгельма Люстига признать виновным в составлении и посылке к следователю Бильбасову письма, содержащего в себе хотя и не ругательные, однако неприличные и оскорбительные выражения, касающиеся его действий по исполнению служебных обязанностей; 2) на основании ст. 151 Уложения о наказаниях подвергнуть его аресту на военной гауптвахте в продолжение трех дней.»

## Семья
Жена — Мария Андреевна. Дочь — Елена Вильгельмовна

## Адрес
г. Санкт-Петербург Кирочная улица д. 30-4, кв.12.